# Disepalum aciculare
Disepalum aciculare är en kirimojaväxtart som beskrevs av David Mark Johnson. Disepalum aciculare ingår i släktet Disepalum och familjen kirimojaväxter. Inga underarter finns listade i Catalogue of Life.